# Marco Zarucchi
Marco Zarucchi (ur. 22 stycznia 1972 w Sankt Gallen) – szwajcarski narciarz klasyczny, specjalista kombinacji norweskiej, zawodnik klubu SC Alpina Sankt Moritz.

## Kariera
W Pucharze Świata zadebiutował 11 stycznia 1991 roku w Breitenwang, zajmując 32. miejsce w zawodach metodą Gundersena. W sezonie 1990/1991 pojawił się jeszcze kilkakrotnie, ale punktów nie zdobył i nie został uwzględniony w klasyfikacji generalnej. Pierwsze punkty wywalczył 19 grudnia 1992 roku w Sankt Moritz, kiedy był piętnasty w Gundersenie. Trzy lata później wywalczył swoje pierwsze pucharowe podium, 6 grudnia 1995 roku w Steamboat Springs zajmując trzecie miejsce w Gundersenie. W klasyfikacji generalnej sezonu 1995/1996 zajął jedenaste miejsce, co było najlepszym wynikiem Zarucchiego w historii jego startów w Pucharze Świata. Po raz drugi i zarazem ostatni w karierze na podium znalazł się 13 stycznia 1998 roku w Ramsau, gdzie był drugi w sprincie.
Równocześnie ze startami w Pucharze Świata Szwajcar pojawiał się także w zawodach Pucharu Świata B. Najlepsze wyniki w zawodach tego cyklu osiągnął w sezonie 1996/1997, kiedy pięciokrotnie stawał na podium, przy czym czterokrotnie zwyciężał. W 1992 roku wystąpił na Igrzyskach Olimpijskich w Albertville, gdzie w Gundersenie zajął 29. miejsce, a wraz z kolegami z reprezentacji był dziesiąty w konkursie drużynowym. Sześć lat później, podczas Igrzysk Olimpijskich w Nagano był siódmy w sztafecie, a indywidualnie zajął 25. miejsce. Ostatnią dużą imprezą w jego karierze były Mistrzostwa Świata w Ramsau w 1999 roku, gdzie wraz kolegami zajął dziewiąte miejsce w drużynie. Był ponadto siedemnasty w sprincie oraz dziewiętnasty w Gundersenie. W 1999 roku postanowił zakończyć karierę.

## Osiągnięcia

### Igrzyska Olimpijskie
| Miejsce | Dzień     | Rok  | Miejscowość | Konkurencja             | Wynik zwycięzcy | Strata       | Zwycięzca        |
| ------- | --------- | ---- | ----------- | ----------------------- | --------------- | ------------ | ---------------- |
| 29.     | 12 lutego | 1992 | Albertville | Gundersen K-90/15 km    | 44:28.1 min     | +6:27.2 min  | Fabrice Guy      |
| 10.     | 17 lutego | 1992 | Albertville | Sztafeta K-90/3 × 10 km | 1:23:36.6 h     | +10:01.9 min | Japonia          |
| 25.     | 14 lutego | 1998 | Nagano      | Gundersen K-90/15 km    | 41:21.1 min     | +4:16.8 min  | Bjarte Engen Vik |
| 7.      | 20 lutego | 1998 | Nagano      | Sztafeta K-90/4 × 5 km  | 54:11.5 min     | +2:30.1 min  | Norwegia         |

### Mistrzostwa świata
| Miejsce | Dzień     | Rok  | Miejscowość | Konkurencja            | Wynik zwycięzcy | Strata | Zwycięzca        |
| ------- | --------- | ---- | ----------- | ---------------------- | --------------- | ------ | ---------------- |
| 19.     | 20 lutego | 1999 | Ramsau      | Gundersen K-90/15 km   | 37:04.8 min     | ?      | Bjarte Engen Vik |
| 9.      | 25 lutego | 1999 | Ramsau      | Sztafeta K-90/4 × 5 km | 49:34.2 min     | ?      | Finlandia        |
| 17.     | 27 lutego | 1999 | Ramsau      | Sprint K-90/7.5 km     | 17:48.4 min     | ?      | Bjarte Engen Vik |

### Puchar Świata

#### Miejsca w klasyfikacji generalnej
- sezon 1990/1991:
- sezon 1991/1992: –
- sezon 1992/1993: 36.
- sezon 1993/1994: 49.
- sezon 1994/1995: 21.
- sezon 1995/1996: 11.
- sezon 1996/1997: 30.
- sezon 1997/1998: 24.
- sezon 1998/1999: 19.

#### Miejsca na podium chronologicznie
| Nr | Data             | Miejscowość       | Konkurencja         | Wynik zwycięzcy | Pozycja | Strata | Zwycięzca       |
| -- | ---------------- | ----------------- | ------------------- | --------------- | ------- | ------ | --------------- |
| 1. | 6 grudnia 1995   | Steamboat Springs | Gundersen K88/15 km | ?               | 3.      | ?      | Todd Lodwick    |
| 2. | 13 stycznia 1998 | Ramsau            | Sprint K90/7.5 km   | ?               | 2.      | ?      | Kenneth Braaten |

### Puchar Kontynentalny

#### Miejsca w klasyfikacji generalnej
- sezon 1993/1994: 8.
- sezon 1996/1997: –

#### Miejsca na podium chronologicznie
| Nr | Data             | Miejscowość            | Konkurencja          | Wynik zwycięzcy | Pozycja | Strata | Zwycięzca       |
| -- | ---------------- | ---------------------- | -------------------- | --------------- | ------- | ------ | --------------- |
| 1. | 17 lutego 1994   | Szczyrk                | Gundersen K90/15 km  | ?               | 3.      | ?      | Günter Csar     |
| 2. | 8 stycznia 1997  | Johanngeorgenstadt     | Sprint K75/7.5 km    | ?               | 1.      | –      | –               |
| 3. | 11 stycznia 1997 | Garmisch-Partenkirchen | Gundersen K115/15 km | ?               | 2.      | ?      | Yukiyasu Suzuki |
| 4. | 18 stycznia 1997 | Liberec                | Gundersen K120/15 km | ?               | 1.      | –      | –               |
| 5. | 1 lutego 1997    | Flühli                 | Gundersen K90/7.5 km | ?               | 1.      | –      | –               |
| 6. | 9 lutego 1997    | Lake Placid            | Gundersen K120/15 km | ?               | 1.      | –      | –               |

### Letnie Grand Prix

#### Miejsca w klasyfikacji generalnej
- 1998: 25.

#### Miejsca na podium chronologicznie
Zarucchi nigdy nie stał na podium indywidualnych zawodów LGP.